# Santiago Pericot
Santiago Pericot i Canaleta (El Masnou, el Maresme; 22 de octubre de 1929 - El Masnou, 9 de agosto de 2018) fue un pintor, grabador y escenógrafo español, más conocido por su pseudónimo Iago Pericot con el que firmaba sus obras.

## Biografía
Maestro por la Escuela Normal de Barcelona y licenciado en Psicología por la Universidad de Barcelona, en 1968 marchó a Londres gracias a una beca para estudiar grabado en la Slade School of Fine Arts. Allí inició una técnica bidimensional en el grabado, premiada en Inglaterra y en la Feria del Grabado de Liubliana. Era hermano del artista Jordi Pericot i Canaleta.

## Trayectoria
Expuso en las bienales internacionales de Tokio, São Paulo y Venecia. También trabajó en el campo de la escenografía. Fue nombrado profesor de espacio escénico en el Instituto del Teatro de Barcelona en 1971. De 1983 a 1992 fue director del departamento de espacio escénico de dicho Instituto. En 1975 fundó, junto con Sergi Mateu, el Teatro Metropolitano de Barcelona. En 1990 fue nombrado profesor de proyectos de fin de carrera en la Escuela Técnica Superior de Arquitectura de Barcelona. 
Entre los montajes teatrales que realizó sobresalen Rebel delirium (1977), Simfònic King Crimson (1980), Bent (1982), La bella i la bèstia (1984), MozartNu (1986), El banquet (1990), Uno es el Cubo (1995), Una furtiva òpera (1997), El joc de l’engany (2002), Il mondo della luna (2004).
En 2008 estrenó, 22 años después de la primera versión, la obra MozartNu (1986-2008), una pieza con música de Mozart. Sobre el escenario, cuatro bailarines desnudos que pretenden mostrar la belleza de las relaciones humanas.

## Reconocimientos
En 1990 recibió el premio Nacional de Artes Escénicas. En 2015 Iago Pericot fue galardonado con el Premio de Honor a su trayectoria por la fundación Fomento de las Artes y del Diseño (FAD).